# Cochibampo
Cochibampo es un pueblo del municipio de Álamos ubicado en el sureste del estado mexicano de Sonora, cercano a los límites divisorios con los estados de Chihuahua y Sinaloa. Según los datos del Censo de Población y Vivienda realizado en 2020 por el Instituto Nacional de Estadística y Geografía (INEGI), Cochibampo tiene un total de 161 habitantes.
Se encuentra a 36.1 km al noreste de la villa de Álamos, cabecera del municipio, a 403 km al sureste de Hermosillo, la capital estatal y a 84.6 km al este de Navojoa, la quinta ciudad más poblada del estado.
El primer dato que se tiene sobre Cochibampo data del año 1774, cuando los colonizadores españoles estaban explorando esta zona entre los ríos Mayo y Fuerte, años después en 1780, un Manuel Montaño, quién inició su población, quería quedarse con la posesión de este lugar y de otros como Yoricarichi, Camotes, Munihuasa, lo que causó que el misionero encargado de evangelizar a los indígenas de la zona los provocara para irse en contra de Montaño, ya que él llevaba seis años poblando esto lugares, y los indígenas no lo podían hacer, porque hubieran necesitado cercar los terrenos para impedir que el ganado de la misión invadiera sus sembradíos. El único que mandaba cultivar la tierra allí era el misionero, ya que según la ley española la misión no podía tener más de dos leguas de circunferencia, por lo que las pretensiones de los indios resultaron vanas.

## Geografía
Cochibampo se ubica en el sureste del estado de Sonora, en la región centro del territorio del municipio de Álamos, sobre las coordenadas geográficas 27°10'20" de latitud norte y 108°49'40" de longitud oeste del meridiano de Greenwich, a una altura media de 454 metros sobre el nivel del mar.